# 太田克史
太田 克史（おおた かつし、1972年3月22日 - ）は、日本の男性編集者である。2023年現在、講談社の100％出資子会社として設立された出版社・星海社の代表取締役社長。

## 経歴
岡山県倉敷市出身。早稲田大学教育学部国語国文学科卒。1995年に講談社入社。『別冊フレンド』編集部へ配属され、主にジョージ朝倉を担当していた。
1998年、文芸局文芸図書第三出版部（通称「文三」）へ異動。講談社ノベルスを中心に京極夏彦、清涼院流水、上遠野浩平、舞城王太郎、佐藤友哉、西尾維新、奈須きのこ、竜騎士07などの若手作家を担当。文芸雑誌『メフィスト』での通称は"J"。
講談社ノベルスで新本格ムーブメントを作り上げた編集者・宇山日出臣の影響を色濃く受けた編集者の一人で、「最強」「最前線」「天才」「傑作」といった大仰な表現を誌面で多く使う傾向がある。サブカルチャー的には大塚英志や東浩紀の影響を多く受けており、二人が編集していた文芸誌・批評誌『新現実』（角川書店）とは一時、共同戦線を張っていた。
2002年の第一回文学フリマで刊行した同人誌『タンデムローターの方法論』を原型に、2003年、講談社の社内公募企画で最優秀評価を受け、文芸誌『ファウスト』を創刊する。講談社史上最年少の編集長でありながら、DTPを積極的に取り入れるひとり編集部体制を執ったことから、文芸誌界隈では大きな話題となった。
長く講談社文芸図書第三出版部に所属していたが、2006年10月に新設された海外文芸出版部へ異動。2006年11月、特例に近い形で文芸レーベル「講談社BOX」を創刊し、異例のスピードで部長に就任した。『ファウスト』編集長との兼務で初代編集長となった講談社BOXは、小説・漫画・ノンフィクションを総合的に取り扱う文芸レーベルを目指しており、海外の若い作家たちとの交流にも積極的だった。
『ファウスト』編集部も文三とは別のフロアにあったが、講談社BOX編集部は講談社本社ビルではなく、2007年に野間道場の建て替えのため建てられた講談社第1別館に編集部を構えていた。当初、社員は太田ともう一人だけだったが、後に増員されている。当時は講談社の中でもっとも平均年齢の若い編集部だった。2020年から文三部長を務めている鍛治佑介も、入社初年度は講談社BOX編集部に配属されていた。
2008年12月、講談社BOX編集長（部長）から異動し、講談社文芸局付き担当部長という形で講談社BOXから離れた。当時は「講談社BOXを次の段階にすすめるために必要なこと」とコメントしていた。
2010年、文芸局管轄になり、文三と統合された講談社BOXから独立する形で設立した新会社・星海社の副社長に就任。担当作家陣からは西尾維新、舞城王太郎、清涼院流水を除く主力作家の大半が合流し、新たに虚淵玄、芝村裕吏、小太刀右京、野上武志などが加わった。『ファウスト』編集長も変わらず兼任しているが、2011年9月末に講談社から発売されたVol.8を最後に休刊状態となっている。
2020年、星海社代表取締役社長に就任した。